# 南湖大山東峰
南湖東山（なんことうざん）は台湾の台中市和平区、宜蘭県南澳郷、花蓮県秀林郷の3郷に跨る標高3,639mの山。山域は太魯閣国家公園に属する。

## 概要
中央山脈北部にあり、南湖郡峰の一つ。宜蘭県の最高峰であり、台湾百岳では14位であった。